# Cykl superkontynentalny

Przesuwanie się płyty oceanicznej pod wpływem ruchów konwekcyjnych w płaszczu Ziemi

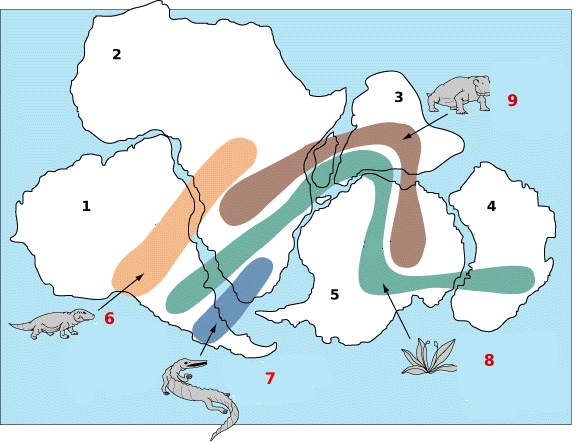
Biostratygraficzne podstawy hipotezy Wegenera

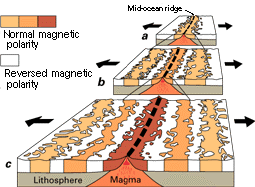
Okresowe zmiany pola magnetycznego Ziemi, zapisane w skałach płyty oceanicznej (wyniki badań A.V. Coxa)

Cykl superkontynentalny, nazywany również cyklem Wilsona (od nazwiska J.T. Wilsona – twórcy koncepcji uskoków transformacyjnych) – powtarzająca się sekwencja zdarzeń związanych z wędrówką kontynentów (zob. tektonika  płyt), prowadzących do okresowego powstawania superkontynentu, a następnie jego rozpadu na fragmenty, które oddalają się od siebie w miarę tworzenia się nowej płyty oceanicznej z równoczesnym przetapianiem starej w strefach subdukcji. Jeden okres cyklu trwa prawdopodobnie ok. 300–500 mln lat. Szacuje się, że superkontynent rozpada się po ok. 100 mln lat od powstania; jego fragmenty oddalają się od siebie przez ok. 200 mln lat, aby – po przemieszczeniach – ponownie skupić się w nowy superkontynent.

## Elementy historii litosfery i jej badań
Historia Ziemi obejmuje okres ok. 4,6 mld lat, historia litosfery ponad 4,0 mld lat, a historia badań Ziemi przez człowieka, szacowana od prawdopodobnej daty pierwszych odkryć geograficznych (np. dotarcie Egipcjanina Harchufa do Nubii w XXIII wieku p.n.e.) – zaledwie ok. 4 tys. lat.
Skorupa ziemska powstała niedługo  (w geologicznej skali czasu) po uformowaniu się globu – zakończeniu intensywnej akrecji planetozymali w dysku protoplanetarnym Układu Słonecznego. Wewnątrz gorącej protoplanety zachodziły procesy grawitacyjnej segregacji zgromadzonego materiału – produktów długiego i złożonego procesu powstawania pierwiastków chemicznych. W wyniku zapadania w głąb cięższych pierwiastków „szybko” powstało metaliczne jądro Ziemi (Nife, m.in. Ni i Fe), ziemski płaszcz, pierwsze kratony i cała skorupa, podobna do współczesnej. W płaszczu i skorupie wyodrębnia się warstwy:
- Nifesima – Ni + Fe + Mg, obecnie  nazywana dolnym płaszczem ziemskim,
- Crofesima – Cr + Fe + Si + Mg, obecnie  nazywana górnym płaszczem ziemskim,
- Sial – Si + Al, obecnie nazywana warstwą granitową (zob. granit, główny składnik kontynentów),
- Sima – Si + Mg, obecnie nazywana warstwą bazaltową (zob. bazalt, główny składnik płyt oceanicznych).

Do najwcześniejszych kratonów należały prawdopodobnie skały znalezione w formacji Nuvvuagittuq (w okolicach zatoki Hudsona) przez Jonathana O'Neila z McGill University i Richarda Carlsona z Carnegie Institution's Department of Terrestrial Magnetism w Kanadzie. Wiek próbek oszacowano na 3,8–4,28 mld lat. Starsze minerały znaleziono wcześniej w Zachodniej Australii, m.in. w Jack Hills. Ziarna cyrkonów, wbudowane w strukturę młodszych skał, datowano na 4,4 mld lat. Wszystkie skały płyt oceanicznych są wielokrotnie młodsze – fragmenty najstarsze mają mniej niż 0,2 mld lat.

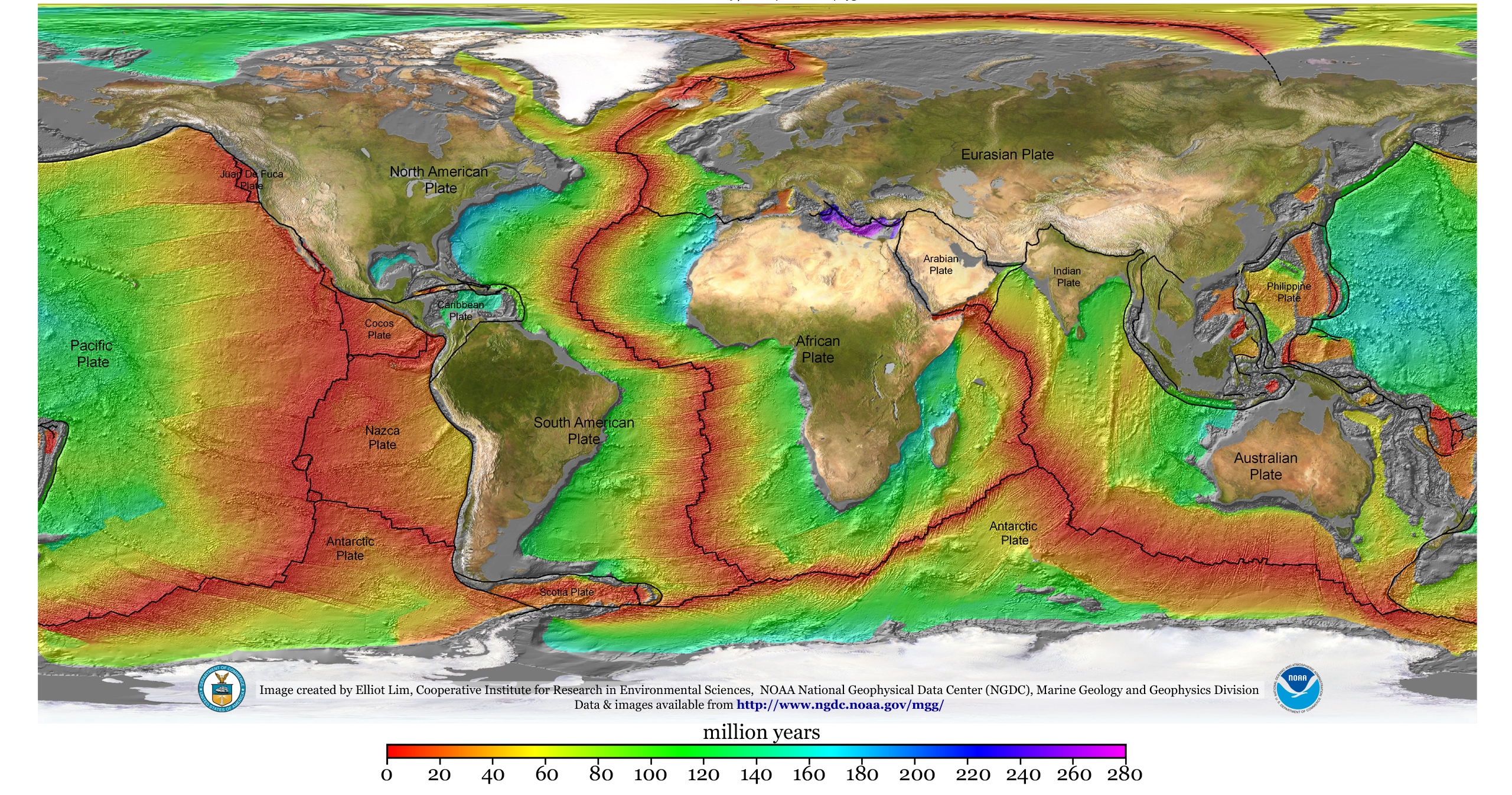
Wiek bazaltowej skorupy oceanicznej

Skorupa stanowi niewielką część masy Ziemi – płyty oceaniczne (Sima) mają grubość zaledwie ok. 5–12 km, a płyty kontynentalne (Sial) – ok. 70–80 km. Są to wartości bardzo małe w porównaniu z promieniem Ziemi (niemal 6400 km). Skały skorupy ulegają cyklicznym przemianom, które tworzą cykl skalny. Do zmian właściwości skorupy prowadzą też procesy zachodzące z udziałem materiału głębszych warstw płaszcza. Konwekcja powoduje nieustanne przemieszczanie się magmy; gorący strumień wznoszący dostarcza z głębszych warstw ciepło i nowe pierwiastki ciężkie. W astenosferze ochłodzony strumień magmy przenosi leżące na nim części sztywnej skorupy; równocześnie zachodzi krystalizacja nowych minerałów (dyferencjacja magmowa), prowadząca m.in. do zmian gęstości płyty oceanicznej (zob. też pióropusz płaszcza). Szybkość przesuwania się płyt skorupy jest zróżnicowana, np. w przypadku płyty oceanicznej Atlantyku wynosi 0,7–0,9 cm/rok, a w przypadku płyty Pacyfiku kilkakrotnie więcej (np. Hawaje przemieszczają się w kierunku Japonii z szybkością ok. 8 cm/rok).
Wiedza na temat budowy i dynamiki litosfery była gromadzona przez pokolenia podróżników rejestrujących kształty odkrywanych kontynentów, geologów tworzących mapy geologiczne, mineralogów (topomineralogia, mineralogia genetyczna), litostratygrafów, geochemików i geofizyków, paleontologów, stratygrafów, biostratygrafów. Dzięki wynikom tych badań stało się możliwe odszyfrowanie informacji o ostatnich 542 mln lat historii skał i kontynentów – fanerozoiku (paleozoik, mezozoik i kenozoik. Już w XIX w. zaczęły powstawać teorie geotektoniczne. Na początku XX w. Alfred Wegener sformułował hipotezę dotyczącą powstania współczesnych kontynentów z superkontynentu nazwanego Pangea („Wszechziemia”); opierał się przede wszystkim na zaobserwowanym podobieństwie kształtu kontynentów, zgodności formacji skalnych na odpowiadających sobie wybrzeżach i danych dot. rozmieszczenia gatunków (biostratygrafia). Hipoteza Wegenera została potwierdzona w drugiej połowie XX w. m.in. przez Johna T. Wilsona, Allana V. Coxa i innych z użyciem nowych technik badawczych – metod magnetometrii i izotopowego datowania skał. Teoria wędrówki płyt tektonicznych (tektoniki płyt) zyskała niemal powszechne uznanie. Umożliwiła sformułowanie kolejnej hipotezy, dotyczącej cyklicznego występowania sekwencji zdarzeń, polegających na powstawaniu i rozpadzie superkontynentów (cykle nazywane superkontynentalnymi lub „cyklami Wilsona”.

## Współczesne procesy geologiczne cyklu
Podstawowymi procesami geologicznymi, najprawdopodobniej spowodowanymi współcześnie konwekcją w płaszczu, są spreading i subdukcja. Charakterystyczne efekty procesów spreadingu obserwuje się obecnie m.in.:
1. w Afryce, w której rozszerzają się liczne ryfty noszące łącznie nazwę Wielkie Rowy Afrykańskie (wśród nich Rów Abisyński, Wielki Rów Wschodni, Wielki Rów Zachodni); w wyniku bardziej zaawansowanego procesu rozrywania kontynentu powstało Morze Czerwone, którego dnem jest młoda płyta bazaltowa (narastająca w obie strony od ryftu),
2. w grzbiecie śródatlantyckim (przedłużeniem ryftu płyty oceanicznej jest ryft przecinający Islandię).

Jednym z przykładów subdukcji jest przetapianie wciskanej pod kontynentalną płytę południowoamerykańską oceanicznej płyty Nazca (zob. Rów Atakamski), zachodzące równocześnie z wypiętrzaniem Andów. Podobne strefy subdukcji występują w całym „ognistym pierścieniu” otaczającym Ocean Spokojny, utworzonego przez system rowów, m.in. Rów Tonga, Rów Bougainville’a, Rów Filipiński, Rów Mariański, Rów Japoński, Rów Kurylsko-Kamczacki, Rów Środkowoamerykański. Intensywna subdukcja jest przyczyną regionalnej aktywności sejsmicznej i wulkanicznej.
Trudniej zauważalnym efektem subdukcji jest zbliżanie się kontynentów, znajdujących się na sąsiednich płytach, prowadzące do zaniku rozdzielającego je morza (np. Morze Śródziemne), a ostatecznie do ich zderzenia i utworzenia gór fałdowych (np. Himalaje).

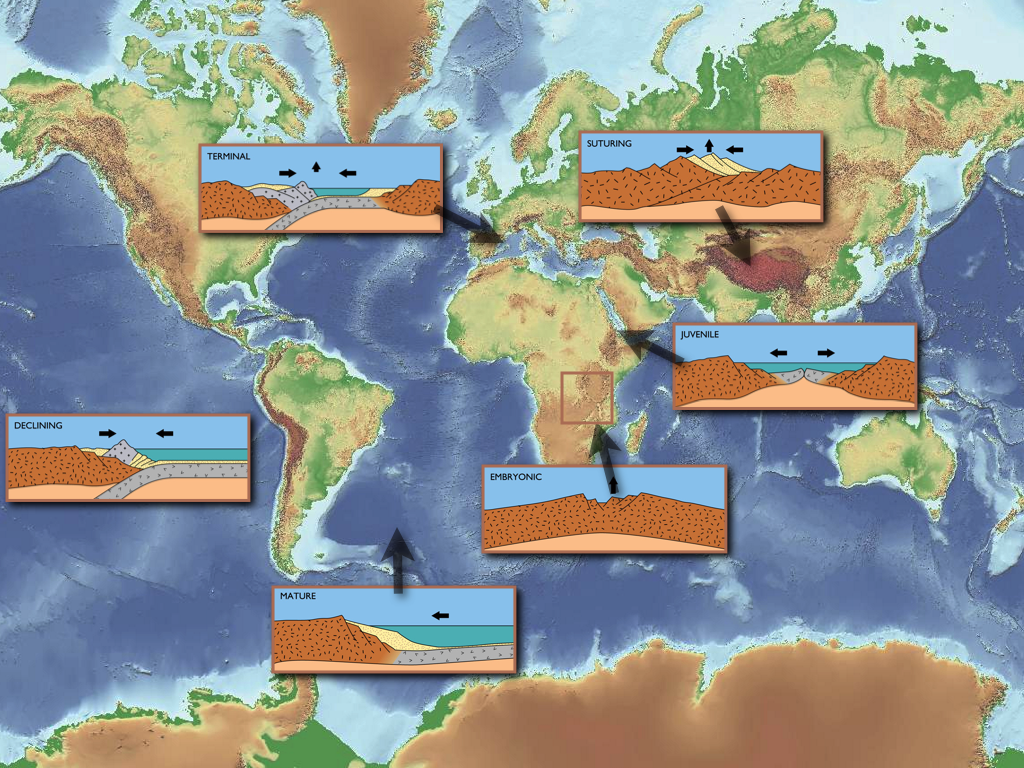
Nowe bazalty płyty oceanicznej powstają w ryftach grzbietu śródoceanicznego (w który przekształca się ryft kontynentalny, po wtargnięciu morza), sztywna skorupa przemieszcza się na strumieniu cyrkulującej niżej magmy; napiera na sąsiednie sztywne fragmenty skorupy, gdzie tworzy łańcuchy górskie lub zagłębia się, ulegając przetopieniu.

## Koncepcja cyklu superkontynentalnego
Badania zjawisk zachodzących współcześnie oraz tych, których ślady są najlepiej zachowane w skałach, umożliwiły stosunkowo dokładne opisanie procesów powstawania Pangei, jej rozpadu i uformowania się współczesnych kontynentów i oceanów. Stało się to podstawą dla prób interpretacji mniej wyraźnych śladów wcześniejszych przemian. Podjęto próby wyjaśnienia przyczyn stosunkowo regularnych zmian kierunku ruchu kontynentów względem siebie – oddalania się i zbliżania. Uważa się, że płyta oceaniczna typu atlantyckiego – rosnąca wskutek spreadingu, lecz nie otoczona strefami subdukcji – może istnieć nie dłużej niż 400 mln lat, ponieważ po ok. 200 mln lat jej gęstość staje się większa od gęstości astenosfery i rozpoczyna się jej zapadanie i pochłanianie w nowym „ognistym pierścieniu”. Przypuszcza się, że łączenie się kontynentów miało miejsce 2,7–2,5, 2,1–2,0, 1,7–1,5 i 1,1–1,0 mld lat temu, o czym świadczą intensywne w tych okresach orogenezy wewnętrzne. Doświadczalna weryfikacja tworzonych modeli cyklu jest niezwykle trudna, nawet w odniesieniu do procesu powstawania Pangei z fragmentów powstałych w czasie rozpadu superkontynentu Rodinia.

Jedna z hipotez dotyczących mechanizmu rozpadu i odtwarzania się superkontynentu

## Wcześniejsze i przewidywane etapy cyklu Wilsona

Dwa ostatnie okresy cyklu Wilsona

Pierwsze hipotetyczne kontynenty nazwano Walbara (> 3,6 mld lat temu) i Ur (ok. 3,6 do ok. 2,8 mld lat temu). Były prawdopodobnie mniejsze od dzisiejszych kontynentów; ich pozostałości są odnajdywane m.in. na terenie dzisiejszych Indii, Madagaskaru, Australii. Ostatni z superkontynentów – Pangea – istniał od ok. 300 mln do ok. 180 mln lat temu, a poprzedzająca go Rodinia prawdopodobnie od ok. 1100 do ok. 750 mln lat temu. Przypuszcza się, że między dwoma wymienionymi mógł istnieć jeszcze superkontynent Pannocja (co jest kontrowersyjne).
Jeżeli założenia specjalistów tworzących modele cyklu superkontynentalnego są poprawne, to dziś istniejące kontynenty utworzą kolejny superkontynent za ok. 250 mln lat (zob. Pangea Proxima, Novopangea, Amazja), co spowoduje duże zmiany klimatyczne, podobne do zachodzących w czasie powstawania poprzednich superkontynentów